# مورفین-ان-اکسید
مورفین-ان-اکسید (به انگلیسی: Morphine-N-oxide) یک ترکیب شیمیایی با شناسه پاب‌کم ۵۳۶۲۴۵۹ است. 